# Ceriagrion inaequale
Ceriagrion inaequale là một loài chuồn chuồn kim trong họ Coenagrionidae.
Ceriagrion inaequale được Lieftinck miêu tả khoa học năm 1932.